# Santuário da Virgem de Alba

Este diminuto santuário, mas de grande calado na devoção mariana dos asturianos, está sobre a peña de Alba, a 1200 msnm, num dos municípios asturianos mais montanhosos, Quirós, desde onde se divisa um espetáculo imponente de montanhas, paisagens e quase se atinge a ver o mar. Basta assinalar os picos próximos que rodeiam a peña de Alba: pico Pelitrón, o de Toriezo, Peñarueda, Fontan que com seus 2408 msnm é o mais alto da zona, Cigalia com 2000 msnm de altitude e ao mais conhecido ainda que naõ o mais alto pico do Gamoniteiro com 1782 msnm. Como fica dito, desde a peña de Alba se pode divisar toda a zona montanhosa de Quirós.

## Localização

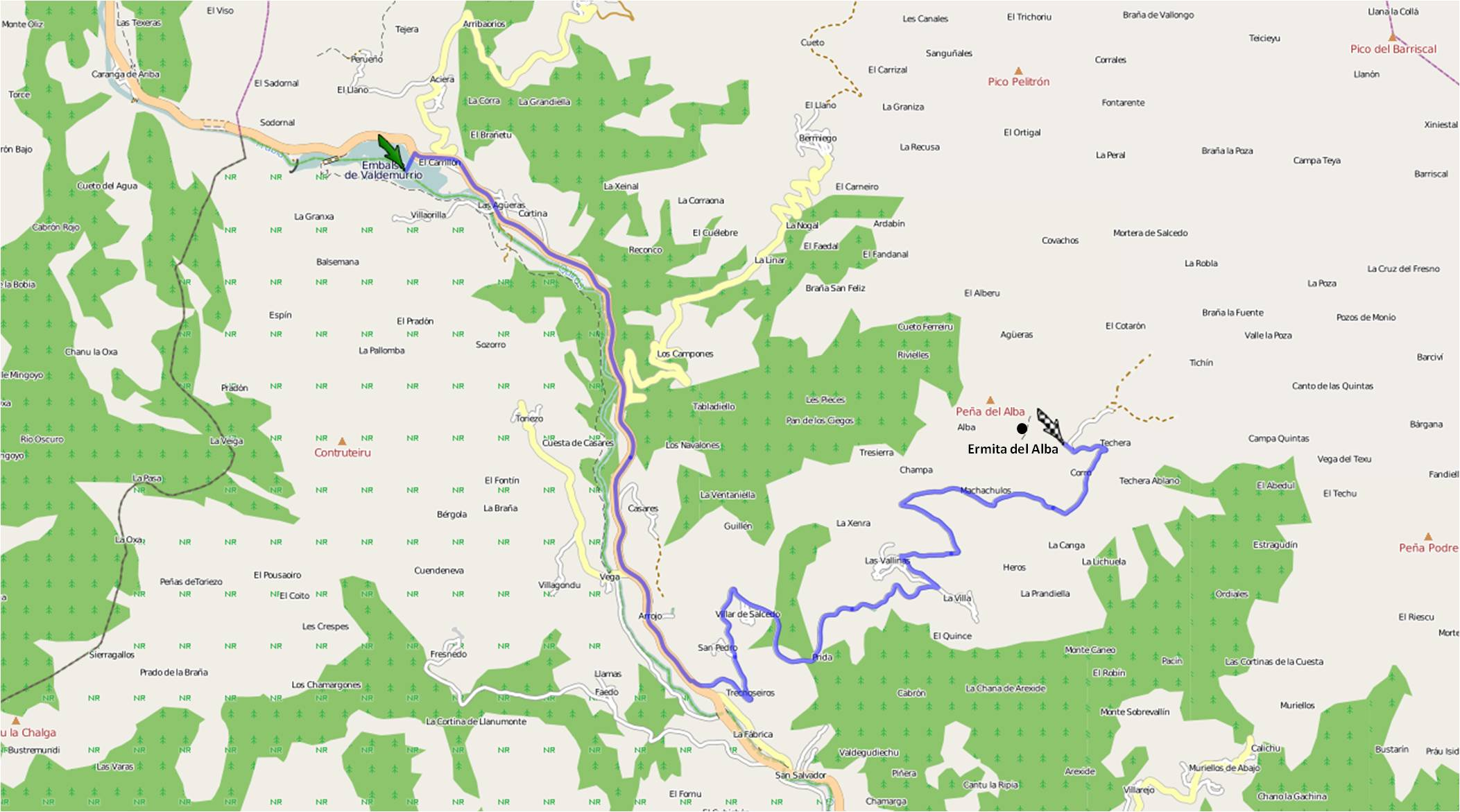
Planta de rota desde a barragem de Valdemurio ao Santuário da Virgem de Alba

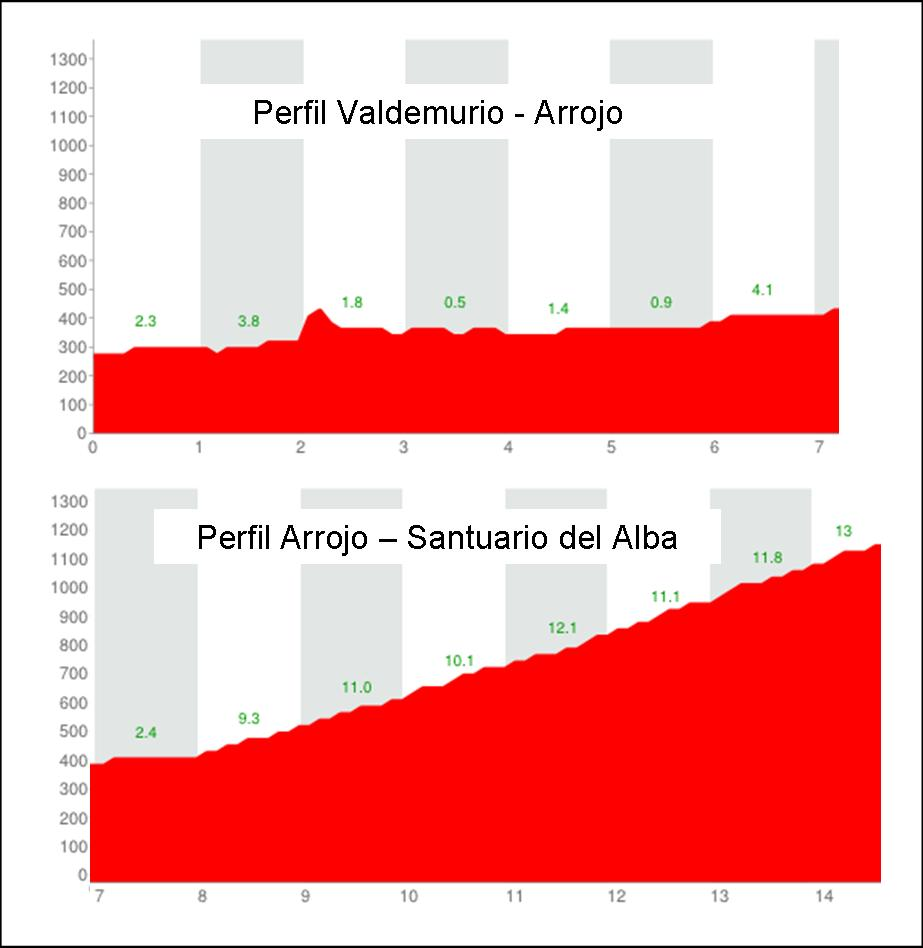
Perfil longitudinal desde Valdemurio até ao Santuário

O pico do Gamoniteiro é bem conhecido por várias questões: No mais alto do pico encontram-se instaladas as antenas repetidoras de sinais de rádio e televisão da zona central asturiana. Por outro lado, desde o ponto desportivo, a subida ciclista tanto do porto da Cobertoria como ao pico do Gamoniteiro representam um desafio para o ciclismo de competição e para o cicloturismo. Ao pico do Gamoniteiro pode-se aceder por Pola de Lena e dantes de atingir o porto, já bastante para perto da cume, há uma indicação de desvio à direita e ali começa a temida ascensão ao Gamoniteiro. Também pode se subir a Cobertoria pela outra vertente e após coroar, ao pouco de baixar se toma, à esquerda, o desvio citado.
Os dados técnicos de seu altimetria são: distância 16,4km; desnível: 1462m; pendente média: 8,91%; altitude: 1772; coeficiente de dificuldade: 430. As maiores pendentes estão ao final, nos três últimos km e oscilam entre o 12 e o 17%. A efeitos comparativos da sua dureza mostram-se os coeficientes de dificuldade de portos muito conhecidos: Pajares: 230; Tourmalet, segundo a vertente 320 e 340. O Gamoniteiro supera-o com subidas.
Também desde o ponto de vista do cicloturismo, a ascensão ao santuário tem o seu atrativo, já que a subida tem curvas em ferradura, pendentes importantes, mudança de paisagens contínuos. Com bicicletas de montanha podem fazer-se os últimos quatro km sozinho para cicloturistas de boa condição física e domínio da bicicleta em caminhos de terra e pedregosos. Com a bicicleta de estrada há que renunciar a fazer estes km sobre ela. A altimetria que se anexa demonstra o dito.
O seu acesso normal é pela estrada AS-229 partindo de Trubia e seguindo até Arrojo. Neste lugar há que tomar um desvio para os povoamento de Villar de Salcedo,  Salcedo e Lss Vallinas. Ao chegar a este lugar há que estar disposto a subir a pé uma empinada costa (subida em bable), durante mais de uma hora, conquanto tem sido restaurada ultimamente.
Convém assinalar que esta subida tem de se tomar como uma oportunidade de ir vendo na cada viragem novos panoramas, povoamentos escondidos e paisagens dignas de fotografar. É fácil que durante a andadura se possa observar a diversa fauna dos bosques asturianos.

## História
A construção canónica deste santuário foi em 1581 graças a uma Bula do papa Papa Pio V, dominico e que dantes de ser eleito Papa levava o nome de frei Miguel de Alejandria, já que a sua procedência era a cidade italiana de Alessandria-Itália. Estudou filosofia e teologia doutorando-se em Bolonha e foi ordenado sacerdote em 1528. Pouco depois da sua classificação foi nomeado Prior de Alba.

### Lenda
A lenda áurea diz que no próximo povoamento de Villar vivia Maria, uma jovenzinha que tinha dez irmãos menores que ela. Ainda de madrugada ia com as ovelhas ao monte, onde costumavam pastar, e não retornava à sua casa até o entardecer, pois assim lho tinha ordenado a sua madrastra. Só comia do que ela se tentava, pois não lhe davam nada e, apesar de tudo, saía contente e cantando para o monte todas as manhãs.
Enquanto as ovelhas pastavam, ela recolhia as flores mais belas que encontrava para lhas oferecer a uma bela senhora que vivia numa gruta da peña de Alba. Enquanto, os lobos eram os que cuidavam do seu rebanho, mas um dia ocorreu uma tragédia: um lobo devorou uma cabritita. O pânico fez refém em Maria pelo que dizer-lhe-ia a sua madrastra e se lhe ocorreu entrar na gruta para pedir ajuda à senhora que também a via em sonhos muitas vezes. Naquele momento apareceu em frente a ela um cabroititito idêntico ao despedaçado.
Maravilhada pelo acontecimento, Maria contou-o ao povo, que foi em massa ao lugar indicado por Maria e encontraram a sepultura de uma Virgem enterrada. À vista disso, o povo decidiu construir nesse lugar uma ermita na que se venera-se à Virgem, o qual se vem fazendo desde faz séculos com o nome de Virgem do Alba.

## Estrutura e arquitetura
O edifício é de construção muito singela sem relevo arquitetónico; possivelmente pelas dificuldades de acesso que tem não se fizesse outro maior, conquanto se ampliou posteriormente mas de forma muito modesta. Pelo momento este é o único santuário das Astúrias que carece de estrada de acesso. Numa visita de dom Florentino Fernández junto com outras pessoas a 14 de agosto de 1987 encontraram-se os restos do que foi a Casa das Nonas. O santuário pertence eclesiasticamente à paroquia de Salcedo.
O santuário consta de uma única nave e sacristia mas com um interessante retábulo do século XVIII, que preside a imagem da Virgem de Alba. A imagem da Virgem é vestida, tendo talhada somente a cara, as mãos e os pés.

## Favores e milagres
Com o passar do tempo, o rosário de favores em torno da Virgem de Alba, concedidos pela sua mediação aos que recorriam à ela, foi crescendo enormemente. Um par deles valem de mostra. O primeiro desenvolveu-se no século XIX durante os acontecimentos da insureção de Cuba. Um soldado espanhol, quirosano, ia ser fuzilado e quando já lhe apontavam os insurretos, gritou: «Pela Virgem de Alba, não me mateis!». O chefe insurreto deteve a ordem de fogo e disse-lhe ao soldado: «Valor, paisano, estás salvo». E é que aquele chefe insurreto era outro quirosano que as circunstâncias da vida lhe levaram a tal situação.
O segundo também se refere a um facto de vida ou morte. Um sacerdote quirosano estava preso na Igreja dos jesuitas de Gijón durante a guerra civil espanhola de 1936. Chegou um grupo de marxistas e leram uma lista de nomes para dar-lhes o passeio, que era a forma coloquial que tinham para dizer que os iam fuzilar. Durante uma parada do camião onde os tinham metido, os milicianos aproveitaram para beber e falar com outros colegas. Desde o camião, os condenados ouviam frases, mais ou menos como esta: «Para o que lhes resta de vida!». Ao ouvi-lo, o sacerdote gritou: «Ai, Virgem de Alba, Frei Melchor, salvem-me!». Ao ouvi-lo, um miliciano acercou-se perguntando: «De onde e que falas da Virgem de Alba e Frei Melchor? És de Quirós?»
O sacerdote disse-lhe que era de ali, como se chamava e porquê o tinham detido. O miliciano contestou: «Bom, tranquilo, eu também sou de Quirós e te vou salvar». Indicou-lhe que enquanto ocupava os seus colegas se baixasse e escondesse debaixo do camião e que, após arrancar, fugisse, lhe dizendo: «Não esqueças que quem te salvou não foi a Virgem nem são Melchor».  «Quem, então?» disse o cura. «Pericón de Quirós!» contestou o miliciano.
O terceiro favor pode considerar-se como a segunda parte do anterior. O sacerdote que salvou a vida foi preso de novo e fingiu ser súbdito estrangeiro. Mudaram-no para Gijón para verificar este dado, deixaram-no numa casa com a advertência firme de que não ia fugir, mas ao ver que estava só, se escapou e procurou um refúgio seguro,onde permaneceu até que as tropas do  General Franco o libertaram.

## Festas, devoções e tradições
Como o santuário tem certas dificuldades de acesso, o culto oficial se reduz, aparte das visitas em grupo ou individuais, à da sua festividade, em 15 de agosto, isto é, no dia da Assunção ou também chamada popularmente no dia da Virgem de agosto.  A afluência de romeiros e peregrinos procedem, além dos das pessoas do concelho, de todos os povos do contorno como Lena, Morcín, Proaza, Riosa, Grau e também de Oviedo, Trubia, etc.
Antonio Fernández B., químico ovetense, tem escritas umas letras cheias de emoção quando em 1932 e 1933 que termina com um curioso episódio: «...pelas minhas costas percebiam-se explosões de foguetes, e pela minha direita também. Mas é que desde aqui se escutam dois ecos? Não, homem -me disse meu pai-, olha, os de nossas costas vibram no céu da Virgem de Trubaniello e os da direita cumprimentam à Virgem do Cébrano, em Teverga».
Há uma tradição do vizinho município de Lena que é digna de menção e que durou até ao ano 1950. Antes de amanhecer, para as cinco da manhã concentravam-se na praça da igreja de Pola de Lena grande quantidade de pessoas com mais de uma centena de cavalarias para subir até ao santuário da Virgem de Alba e celebrar a sua festividade. A cabalgata compunham-na principalmente moços de Pola, Vega do Cego, Muñón, Villallana, etc. e tinham como ponto fixo de descanso As Morteiras. Esta marcha preparavam-na com muitos meses de antecipação, inclusive de um ano para outro. O último trecho, devido ao estreitamento do caminho, já não o podiam fazer pareados para ir conversando, senão em fila da um.
O povo asturiano, muito aficionado ao cante, tem composto quantidade de canções cheias de lembranças e pródigas em amor e esperança, tal e como se pode observar nas seguintes, muito conhecidas nesta zona:
A Virgem de Alba bendita
tem a ermita na pena,
também poderia a ter
no plano se quisesse.

Em Quirós a Virgem de Alba,
em Lena a de Benduenos,
e no concelho de Proaza,
A Virgem dos Remédios.

### Visita ao santuário de são Melchor de Quirós
Frei Melchor García Sampedro, que posteriormente seria canonizado, nasceu a 28 de abril de 1821 no povoamento de Cortes e foi baptizado na igreja da paroquia de Cienfuegos, do concelho de Quirós. Anos mais tarde levaram-lhe a viver ao povoamento de Arrojo, mesmo onde está o desvio da estrada que parte para o santuário da Virgem de Alba. Estudou na Universidade de Oviedo e antes de marchar ao convento dos Pais Dominicos em Ocaña quis visitar à Virgem de Alba à que lhe professava uma especial devoção, não em balde se tinha criado na saia da rocha de Alba. Foi a pé e acompanhado da sua mãe e desejava celebrar a sua primeira Missa no santuário, desejo que não pôde cumprir.
Quando já era bispo no Vietname do Norte, antes chamado Tung-King central, lhe enviou uma carta a seu irmão, que seria a última e que estava datada a 5 de abril de 1858 na que lhe dizia: «Quando tenha ocasião voltarei a te escrever, se vivo; se a Virgem de Alba concede-me poder derramar meu sangue impuro pela Religião, até o Céu». Frei Melchor foi martirizado a 28 de julho de 1858, o papa Pio XII o beatificou no ano 1951 e o papa Papa Pio XII o canonizou junto a outros mártires de Vietname a 19 de junho de 1988, dando-lhe o nome de São Melchor de Quirós. Desde 28 de abril de 1889 seus restos descansam na Catedral de Oviedo.